# Ахпай
Ахпай — деревня в Мари-Малмыжском сельском поселении Малмыжского района Кировской области.

## География
Расположена на правом берегу Вятки в 15 км к юго-востоку от города Малмыж. Вдоль южной окраины деревни протекает река Буртечка.

## Население
| 2010 |
| ---- |
| 43   |